# حملة كوشينتشينا

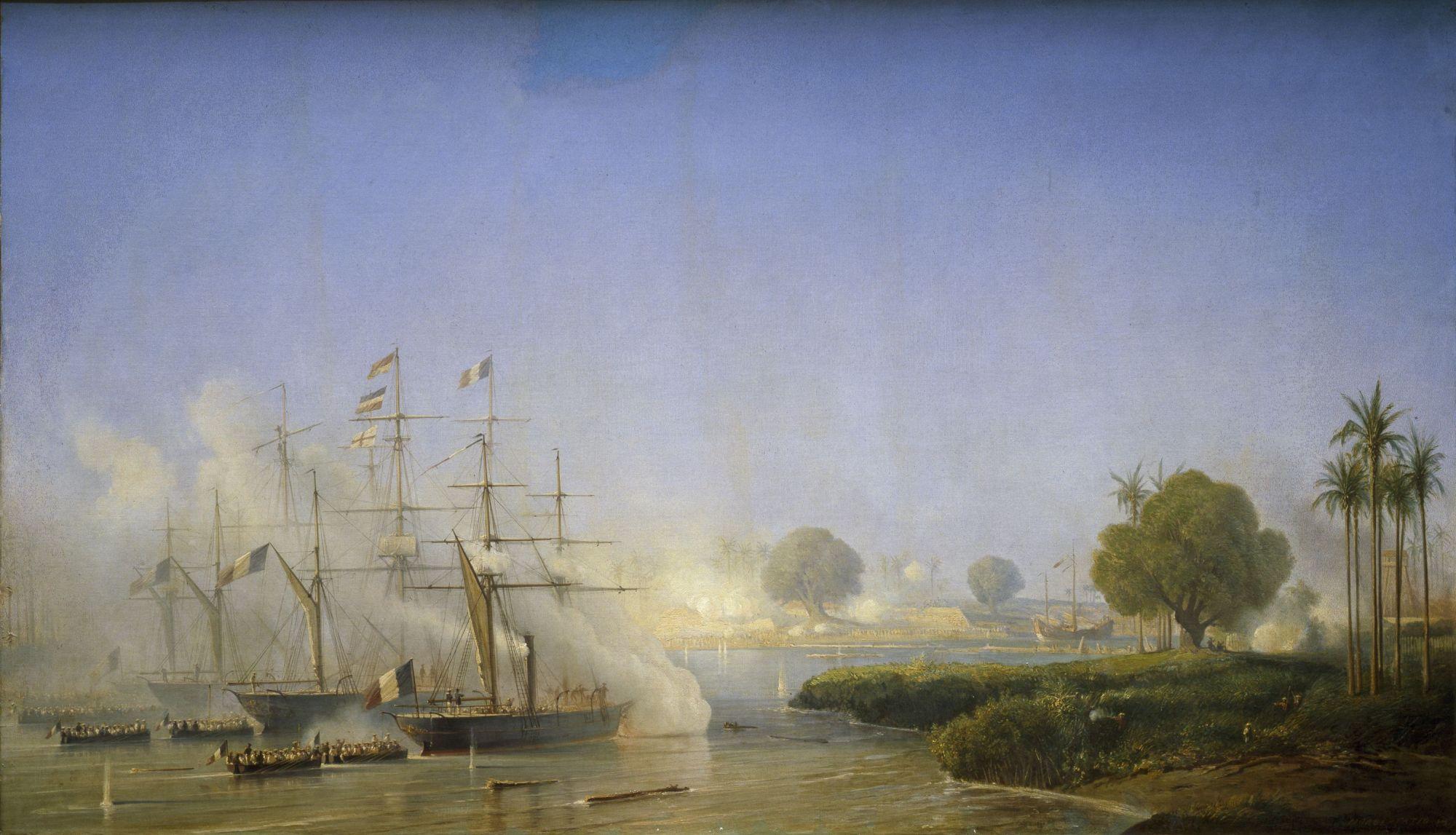

حملة كوشينتشينا هي التسمية الشائعة لسلسلة من العمليات العسكرية بين عامي  1858و 1862، شنّتها قوة بحرية تابعة للإمبراطورية الفرنسية والمملكة الإسبانية ضد سلالة نجوين في داي نام (كما كانت فيتنام معروفة في ذلك الوقت). في البداية كانت حملة محدودة هدفها العقاب نتيجة اضطهاد وإعدام المبشرين الكاثوليك الفرنسيين (وبدرجة أقل الإسبانيين) في داي نام، ثمّ أمر الإمبراطور الفرنسي الطموح نابليون الثالث بنشر وحدات أكبر بشكل متزايد، أخضعت تلك الوحدات أراضي داي نام وأسست للهيمنة العسكرية والاقتصادية الفرنسية. انتهت الحرب بتأسيس مستعمرة كوتشينشينا الفرنسية وكانت المقدّمة للهيمنة الاستعمارية الفرنسية في الهند الصينية التي استمرّت قرابة القرن من الزمن.

## خلفية تاريخية
بحلول منتصف القرن التاسع عشر، كانت التجارة الدولية والاقتصاد العالمي مُسيطر عليهما أوروبيًا، ورأسماليًا، وتغلب عليهما طبيعة تنافسية شديدة. من الواضح أن فرنسا مدفوعة بمنافستها مع بريطانيا، أسّست دائرة نفوذ كبيرة وعززتها. أصبحت الهند الصينية محط نظر ذا أهمية إستراتيجية جغرافية لتحقيق الطموح الإمبراطوري الفرنسي في آسيا.
جادل بعض عناصر المؤسسة الفرنسية بأن الإمبراطور الفيتنامي جيا لونغ كان مدينًا لفرنسا لمساعدتها في كفاحه ضد أعدائه من سلالة تاي سون. لم يشعر جيا لونغ بالرغم من ذلك بأنه مرتبط بفرنسا ولا بالصين، التي قدمت المساعدة أيضًا. زعم جيا لونغ أن الحكومة الفرنسية فشلت في احترام معاهدة فرساي ومساعدته في الحرب الأهلية، لأن أولئك الذين ساعدوه كانوا متطوعين ومغامرين، لا مسؤولين. ومع ذلك أراد هو وخليفته مين مانغ مواصلة اتفاقية التعاون المثمرة للغاية، التي رُوَّج لها وأُدخلَت من قبل بيير بينو دو بانيه، ذلك لأنها قدمت مساعدة عسكرية وتقنية فرنسية، وسمحت بشراء المعدات العسكرية والمدافع والبنادق.
اعتُمدَت أساليب وتقنيات تحصين متقدمة ونُفذّت بدقّة، إذ نجح المخططون الفيتناميون المدرّبون في إعادة بناء قلعة فوبانسكي المتقنة في سايغون التي بناها المهندسون الفرنسيون.
كان المبشرون الفرنسيون نشطين في فيتنام منذ القرن السابع عشر. على الرغم من أن الهدف النهائي لإمبراطور فيتنامي كاثوليكي لم يكن قد تحقق بعد، لكن بحلول منتصف القرن التاسع عشر، تأسّس مجتمع يضم 600000 من الأشخاص الذين تحوّلوا إلى روم كاثوليك في أنام وتونكين وفقًا للأسقف بيليرين. كان معظم الأساقفة والكهنة إما فرنسيين أو إسبان، لم يحب العديد من الفيتناميين هذه الجماعة المسيحية الكبيرة وقادتها الأجانب واشتبهوا بأهدافها. شعر رجال الدين الفرنسيون بشكل متزايد بالمسؤولية عن السلامة المجتمعية مع تزايد التوتر تدريجيًا. خلال الأربعينيات من القرن التاسع عشر، لم يقابَل اضطهاد ومضايقة المبشرين الكاثوليك في فيتنام من قبل الأباطرة الفيتناميين مينه مونج وثيو ترو سوا بردّ فعل فرنسي متقطع وغير رسمي، إذ لم تُتخذ خطوات حاسمة باتجاه توغلات عسكرية وتأسيس إمبراطورية استعمارية فرنسية في الهند الصينية حتى عام 1858.
وافق الإمبراطور الفيتنامي تو دو في عام  1857على إعدام اثنين من المبشرين الكاثوليك الإسبان. لم يكن هذا الحادثَ الأول أو الأخير من هذا النوع، وتجاهلت الحكومة الفرنسية استفزازات مشابهة من قبل. لكن هذا الحدث تزامن مع حرب الأفيون الثانية،  إذ أرسلت فرنسا وبريطانيا مؤخرًا قوة عسكرية مشتركة إلى الشرق الأقصى من أجل مهاجمة الصين. استخدمت فرنسا هذه القوات للتدخل لاحقًا في الهند الصينية. شدّد نابليون الثالث في نوفمبر 1857 على الأساس المنطقي لمهمة التثقيف أو التحضير التي أذنت للأدميرال تشارلز ريجول دي جينويلي بقيادة حملة عقابية ضد فيتنام. في سبتمبر 1858 هبطت قوة بحرية مشتركة فرنسية وإسبانية في توران (دا نانغ) واستولت على المدينة.